# Juni Booth
Juni Booth (auch Jooney, Juini oder Joonie Booth; * 12. Februar 1948 in Buffalo (New York) als Arthur Edward Booth; † 11. Juli 2021 ebenda) war ein US-amerikanischer Jazzmusiker (Kontrabass, Piano und Cello).

## Leben und Wirken
Booth hatte mit acht Jahren Klavierunterricht und besuchte 1962/63 die kommunale Musikschule in Buffalo. Seine Musikerkarriere begann in den Bands von Chuck Mangione 1964/65 und Art Blakey 1966/67. Er wirkte auch 1966 an dem ESP-Disk-Album Music from the Spheres des Sonny Simmons/Barbara-Donald-Quintetts mit; danach arbeitete er als freischaffender Musiker u. a. mit Donald Byrd, Abdullah Ibrahim, Kenny Dorham, Tal Farlow, Shelly Manne, Thelonious Monk und Albert Ayler. In den 1970er-Jahren spielte er in den Gruppen von Gary Bartz (Urban Bush Music), Hamiet Bluiett, Freddie Hubbard, McCoy Tyner, Elvin Jones, Chico Freeman, Takehiro Honda und Charles Tolliver. 1984 spielte er im Trio von Steve Grossman; Ende der 1980er-Jahre war er Mitglied im Sun Ra Arkestra (Second Star to the Right); 1999 wirkte an Charles Gayles Album Ancient of Days mit.  2013 nahm er mit Franklin Kiermyer (Further, mit Azar Lawrence und Benito Gonzalez) auf. Mit İlhan Erşahin und Jochen Rückert nahm er im Trio I Led Three Lives das Album Peace Now (2008) auf. 2019 erschien mit İlhan Erşahin, Eddie Henderson und Kenny Wollesen Silver bei Nublu Records. Er tourte mit dem Nublu Orchestra unter der Leitung von Butch Morris.
Sein Gesundheitszustand hatte sich nach einem Sturz zu Hause verschlechtert; Booth war 73 Jahre alt.

## Lexikalischer Eintrag
- Richard Cook, Brian Morton: The Penguin Guide to Jazz Recordings. 8. Auflage. Penguin, London 2006, ISBN 0-14-102327-9.
- Leonard Feather, Ira Gitler: The Biographical Encyclopedia of Jazz. Oxford University Press, New York 1999, ISBN 0-19-532000-X.
- Barry Kernfeld The New Grove Dictionary of Jazz.  Oxford University Press 2003; ISBN 1-56159-284-6